# Ацидофільні бактерії
Ацидофі́льні бакте́рії (лат. acidus — кислий і грец. φιλος — друг) — бактерії-ацидофіли, тобто бактерії, здатні розвиватися в умовах значної кислотності середовища. До ацидофільних бактерій належать оцтовокислі, деякі молочнокислі та інші бактерії. 
Серед ацидофільних бактерій важливе практичне значення мають ацидофільні палички (Lactobacillus acidophilus), які викликають молочнокисле бродіння в середовищах з молочним та іншими видами цукру. Культура цих бактерій може бути отримана із вмісту кишечнику тварин і використовується для виготовлення ацидофільного молока.